# Otar Kiteishvili
Otar Kiteishvili   (Rustavi, 26 de març de 1996) (en georgià : ოთარ კიტეიშვილი) és un futbolista professional georgià que juga com a migcampista a l'Sturm Graz de la Bundesliga austríaca i a la selecció nacional de Geòrgia.

## Trajectòria a Clubs

### Geòrgia
Kiteishvili va començar la seva carrera a les categories inferiors del Dinamo Tbilisi. L'abril de 2014, va ser cedit al Lliga Metalurgi Rustavi, de l'Umaglesi Liga. Va debutar el 7 de maig en la vuitena jornada de la ronda del campionat contra el Sioni Bolnisi, marcant el segon gol del seu equip després de substituir Kakhaber Kakashvili en la victòria a casa per 2-0.
Després de jugar 14 partits amb el Rustavi a la màxima lliga georgiana, va tornar al Dinamo Tbilisi al mercat d'hivern de la temporada 2014-15, on va jugar també 14 partits amb el Dinamo. Kiteishvili va marcar el seu primer gol a la lliga amb el Dinamo el 3 d'octubre de 2015, que va resultar ser el gol de la victòria del partit contra el Dinamo Batumi.
Kiteishvili va guanyar el premi al millor jugador jove georgià dues vegades seguides, el 2015 i el 2016. A més, la Federació de Futbol el va col·locar a l'equip ideal de la temporada 2017.
Sent ja capità del Dinamo als 22 anys, també va ser reconegut com el millor jugador de la segona part de la temporada 2018 de l'Erovnuli Liga.
Kiteishvili va jugar 98 partits de lliga amb el Dinamo Tbilisi, en les quals va marcar 17 gols.

### Àustria
El 31 de juliol de 2018, Kiteishvili va ser traspassat a l'Sturm Graz de la Bundesliga austríaca, on va signar un contracte de quatre anys, més tard prorrogat fins a l'estiu de 2024. Va debutar el 12 d'agost en la tercera jornada de lliga contra l'SKN St. Pölten, substituint al minut 68 Lukas Grozurek. El 2 de desembre, Kiteishvili va marcar el seu primer gol per Sturm Graz en una victòria per 3-0 contra el Wolfsberger AC.
El 30 d'abril de 2023, va guanyar el primer trofeu amb l'Sturm Graz després d'una victòria per 2-0 a la Copa sobre el Rapid Viena.
Kiteishvili va guanyar la Copa per segona vegada l'1 de maig de 2024, després d'una altra victòria sobre el Rapid de Viena, aquesta vegada per 2-1. A més, va fer l'assistència per al gol de la victòria.
Aquesta última temporada ha estat la més destacada durant els seus sis anys al Sturm Graz. Kiteishvili va ser votat Jugador de la Temporada pels presidents, tècnics i entrenadors dels clubs de la Bundesliga.

## Selecció de Geòrgia
Després de jugar amb la selecció de futbol sub-19 de Geòrgia i amb la sub-21, finalment va debutar amb la selecció absoluta el 23 de gener del 2017. Ho va fer en un partit amistós contra l'Uzbakistan que va finalitzar amb empat a dos, amb gols de Teimuraz Shonia i Saba Lobjanidze para Geòrgia, i un doblet d'Eldor Shomurodov per part de l'Uzbekistán.

## Estadístiques

### Clubs
| Club               | País    | Any       | Partits | Gols |
| ------------------ | ------- | --------- | ------- | ---- |
| FC Rustavi (cedit) | Geòrgia | 2014-2015 | 19      | 1    |
| FC Dinamo Tbilisi  | Geòrgia | 2015-2018 | 125     | 22   |
| SK Sturm Graz      | Àustria | 2018-     | 229     | 55   |

### Selecció
| Selecció nacional | Any   | Partits | Gols |
| ----------------- | ----- | ------- | ---- |
| Georgia           | 2017  | 3       | 0    |
| Georgia           | 2018  | 4       | 0    |
| Georgia           | 2019  | 9       | 0    |
| Georgia           | 2020  | 2       | 0    |
| Georgia           | 2021  | 6       | 0    |
| Georgia           | 2022  | 5       | 1    |
| Georgia           | 2023  | 5       | 1    |
| Georgia           | 2024  | 11      | 1    |
| Georgia           | 2025  | 2       | 1    |
| Total             | Total | 47      | 4    |

| Número | Data            | Estadi                                         | Rival      | Gol | Resultat | Competició                                      |
| ------ | --------------- | ---------------------------------------------- | ---------- | --- | -------- | ----------------------------------------------- |
| 1      | 9 Juny 2022     | Toše Proeski Arena, Skopje, Macedònia del Nord | Macedònia  | 3–0 | 3–0      | Lliga de les nacions de la UEFA 2022–23 C       |
| 2      | 15 Octobre 2023 | Mikheil Meskhi Stadium, Tbilisi, Geòrgia       | Xipre      | 1–0 | 4–0      | Classificació per a l'Eurocopa 2024             |
| 3      | 9 Juny 2024     | Podgorica City Stadium, Podgorica, Montenegro  | Montenegro | 1–0 | 3–1      | Amistós                                         |
| 4      | 23 Març 2025    | Estadi Boris Paitxadze, Tbilisi, Geòrgia       | Armènia    | 5-0 | 6-1      | Lliga de les nacions de la UEFA 2024-25 playoff |

Actualitzat 10/08/2025

## Palmarès

#### Dinamo Tblisi
- 2 Copes de Geòrgia: 2014-15, 2015-16
- 1 Lliga de Geòrgia: 2015-16
- 1 Supercopa de Geòrgia: 2015

#### Sturm Graz
- 2 Copes d¡Àustria: 2022–23, 2023-24
- 1 Lliga d'Àustria: 2023-24

#### Individual
Dos cops nomenat millor jugador jove de Geòrgia: 2015 i 2016
Membre de l'equip de la temporada de l'Erovnuli Liga 2017
Millor jugador de l'any a la Bundesliga d'Àustria: 2023-24